# タマル・クヴェシタゼ
タマル・クヴェシタゼ（グルジア語: თამარ კვესიტაძე、グルジア語ラテン翻字: Tamar Kvesitadze、1968年 – ）は、ジョージアの芸術家、彫刻家。2007年に設計され、2010年にバトゥミの海岸に竣工した彫刻作品『男と女』、後の『アリとニノ』で知られる。作品名の変更は、1918年から1920年にかけてのアゼルバイジャン人イスラム教徒の男性とキリスト教徒ジョージア人の女性のロマンスを描いた小説『アリとニノ』に因む。
ロンドン・チェルシーのグリーブ・プレイスにあるグリーブハウスには、クヴェシタゼから委託された作品13点が収められている。
1968年にトビリシで誕生。ジョージア技術大学建築学部卒業。